# Shadow Zone
Shadow Zone  ist das dritte Studioalbum der US-amerikanischen Alternative-Metal-Band Static-X.

## Entstehungsgeschichte
Nachdem die Tour zu Static-X's zweitem Album Machine abgeschlossen wurde, verließ Mitgründer Ken Jay die Band. Static-X standen ohne Schlagzeuger da, wollten aber trotzdem ein neues Album aufnehmen. Als vorläufiger Ersatz stieg der Studio-Drummer Josh Freese in die Band ein, um mit ihnen ein Album aufzunehmen. Nach Abschluss der Aufnahmen, übernahm Nick Oshiro fortan den Posten des Schlagzeugers. Die erste Single The Only war ein späterer Soundtrack-Beitrag zu dem Spiel Need for Speed: Underground. 2004 wurde als zweite Single So ausgekoppelt. Zu beiden Singles gab es auch Musikvideos. Shadow Zone selbst wurde am 7. Oktober 2003 weltweit veröffentlicht. Es ist ihr erstes Album, welches keine Schimpfwörter enthält und deshalb keinen Sticker von Parental Advisory auf dem Cover hat. Es war auch das erste Static-X-Album welches den Sprung in die deutschen Charts schaffte und platzierte sich auf Rang 79. In den USA verkauften sich bis heute ca. 302.000 Exemplare.

## Titelliste
1. Destroy All (Static/Eisen) – 2:18
2. Control It (Static/Jay) – 3:05
3. New Pain (Static/Eisen) – 2:57
4. Shadow Zone (Static) – 3:05
5. Dead World (Static/Eisen) – 2:47
6. Monster (Static/Eisen) – 2:14
7. The Only (Static/Eisen/Jay) – 2:51
8. Kill Your Idols (Static/Eisen) – 4:01
9. All In Wait (Static/Jay) – 4:01
10. Otsegolectric (Static/Eisen) – 2:39
11. So (Static) – 3:40
12. Transmission (Instrumentelles Stück) – 1:38
13. Invincible (Static/Jay) – 4:05
14. Gimme Gimme Shock Treatment (im Original von Ramones; Bonusstück auf der Japan-Edition des Albums) – 2:03

## Rezeption
Conny Schiffbauer von Rock Hard meinte, dass der jetzt eingeschlagene musikalische Weg sich zu Static-X' Gunsten geändert hätte. Es sei zudem das musikalisch am breitesten gefächerte Album ihrer bisherigen Laufbahn. Sie vergab acht von zehn möglichen Punkten. Frank Gaspari von Laut.de meinte hingegen, dass einige Songs peinliche Ähnlichkeiten mit Static-X' Vorbildern hätte. Er vergab nur zwei von fünf möglichen Sternen.

## Chartplatzierungen
| ChartsChartplatzierungen       | Höchstplatzierung | Wochen |
| ------------------------------ | ----------------- | ------ |
| Deutschland (GfK)              | 79 (1 Wo.)        | 1      |
| Vereinigte Staaten (Billboard) | 20 (6 Wo.)        | 6      |